# L'Héritage de l'oncle Rigadin
Pour plus de détails, voir Fiche technique et Distribution.
L'Héritage de l'oncle Rigadin est un film muet français réalisé par Georges Monca, sorti en 1911.

## Fiche technique
- Titre : L'Héritage de l'oncle Rigadin
- Réalisation : Georges Monca
- Scénario : Charles Torquet et Paul Géhaux
- Photographie :
- Montage :
- Société de production : Société cinématographique des auteurs et gens de lettres (S.C.A.G.L)
- Société de distribution : Pathé Frères
- Pays de production :  France
- Langue : film muet avec les intertitres en français
- Métrage : 220 mètres
- Format : Noir et blanc — 35 mm — 1,33:1 — Muet
- Genre :  Comédie
- Durée : 7 minutes et 20 secondes
- Dates de sortie : 
  - France : 27 septembre 1911

## Distribution
- Charles Prince : Rigadin
- Louis Brunais